# خوان بابلو مينو
خوان بابلو مينو (بالإسبانية: Juan Pablo Miño)‏ هو لاعب كرة قدم تشيلي وأرجنتيني في مركز الوسط، ولد في 23 أغسطس 1987 في روساريو في الأرجنتين. لعب مع أوداكس إيتاليانو وديبورتيس أنتوفاغاستا وديبورتيس إيكيكي.

## وصلات خارجية
- خوان بابلو مينو على موقع قاعدة بيانات كرة القدم.إي يو (الإنجليزية)
- خوان بابلو مينو على موقع Soccerway.com (الإنجليزية)
- خوان بابلو مينو على موقع AS.com (الإسبانية)